# Soci, Bacău
Soci este un sat în comuna Pâncești din județul Bacău, Moldova, România.